# Поле Потоків
Поле Потоків — область неба, на яку проєктуються кілька зоряних потоків, розташованих в гало Чумацького Шляху.
Цю область виявила в 2006 році команда Василя Бєлокурова і Деніела Цукера на основі аналізу даних Слоанівського цифрового огляду неба. Команда назвала цю область Полем Потоків через таку кількість перехресних стежок зірок.
Найбільшим потоком у полі є потік Стрільця, створений карликовою сфероїдальною галактикою Стрільця. Він має розділений слід у Полі Потоків, оскільки карликова сфероїдальна галактика Стрільця оберталась навколо галактики Чумацький Шлях кілька разів, що призвело до накладання слідів. Розгалуження сліду дозволило зробити висновок про організацію темної матерії у внутрішньому гало галактики Чумацький Шлях, в результаті чого було встановлено, що вона розподілена у вигляді круглої сфери, на відміну від очікуваного сплющеного сфероїда. Тонкі та довгі сліди потоків також означають, що темна матерія дуже холодна.
В цій області також знаходиться кільце Єдинорога, відкрите ще до відкриття Поля Потоків.